# کمبود پیرووات دهیدروژناز
کمبود پیرووات دهیدروژناز (انگلیسی: Pyruvate dehydrogenase deficiency) یا کمبود کمپلکس پیرووات دهیدروژناز (PDCD) یکی از شایع‌ترین اختلالات نورودژنراتیو است که مربوط به متابولیسم غیرطبیعی میتوکندری‌هاست.
این بیماری وابسته به کروموزوم ایکس است و در علائم بالینی و بیوشیمیایی آن، ناهمگونی‌های فراوانی دارد. کمپلکس پیرووات دهیدروژناز، مجموعه‌ای از آنزیم‌ها هستند که نقش مهمی در مراحل تنظیمی مسیرهای متابولیسم انرژی و میتوکندری داراست.

## علائم نشانه‌ها

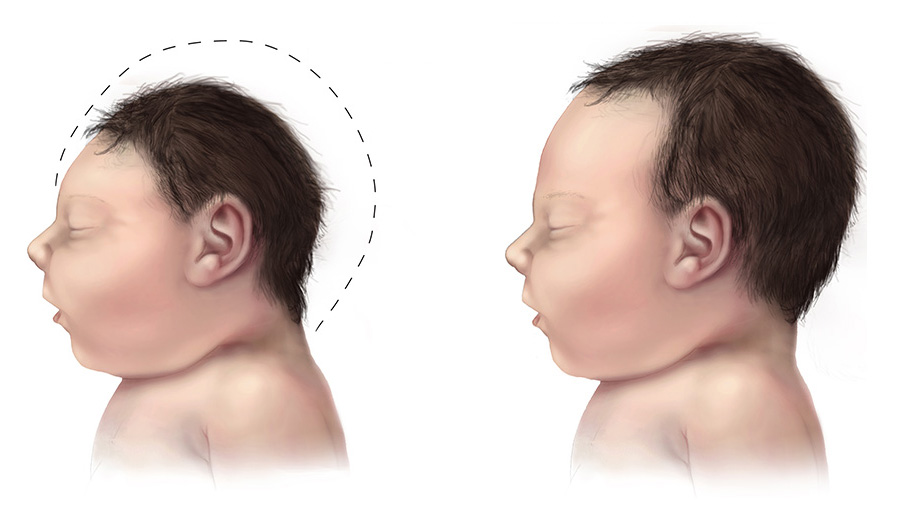
میکروسفالی در مقابل سایز طبیعی سر

### نوع متابولیک
خود را به‌صورت اسیدوز لاکتیک نشان می‌دهد. اسیدوز متابولیک در این بیماری معمولاً مقاوم به درمان با بی‌کربنات است.

### نوع مغزی-عصبی
هیپوتونی، اشکال در تغذیه، لتارژی و ناهنجاری‌های ساختار مغز از علائم مهم این بیماری است.  این زیر گروه از بیماری معمولاً به سمت کم‌توانی ذهنی، میکروسفالی، نابینایی و سفتی عضلانی پیش می‌رود.

## تشخیص

ام‌آرای مغز- آتروفی قشر مخ با این روش قابل ردیابی است

این بیماری توسط روش‌های زیر تشخیص داده می‌شود:
- آزمایش خونی سطح اسید لاکتیک و پیرووات
- آزمایش ادرار
- طیف‌سنجی تشدید مغناطیسی هسته‌ای
- ام‌آرآی

### تشخیص افتراقی
موارد زیر جزء تشخیص‌های افتراقی این بیماری است:
- اسیدوز D-لاکتیک
- اختلالات وابسته به گلوکونئوژنز

## درمان
برای جلوگیری از پیشرفت حاد بیماری و بهبود نسبی علائم، از تجویز رژیم غذایی کتوژنیک استفاده می‌شود. تجویز دی‌کلرواستیک اسید کمک‌کننده است اما آسیب‌های مغزی-عصبی را بهبود نمی‌بخشد.